# Furia ithacensis
Furia ithacensis är en svampart som först beskrevs av J.P. Kramer, och fick sitt nu gällande namn av Humber 1989. Furia ithacensis ingår i släktet Furia och familjen Entomophthoraceae.   Inga underarter finns listade i Catalogue of Life.